# Sudetes orientales
Los Sudetes orientales son, como su nombre indica, la parte oriental de la cordillera de los montes Sudetes. Se encuentran situados en la frontera entre la República Checa y Polonia, extendiéndose desde el valle de Kłodzko, por el oeste, hasta los Cárpatos occidentales, en el este.
Los Sudetes orientales se componen de varias cordilleras o subsistemas:
- Montes Odra,
- Hrubý Jeseník,
- Montes Opawskie,
- Montes Dorados,
- Montes Śnieżnik y
- Hanušovická vrchovina.[1]